# Lattekjaure
Lattekjaure är en sjö i Kiruna kommun i Lappland och ingår i Torneälvens huvudavrinningsområde. Sjön har en area på 0,191 kvadratkilometer och ligger 1 050,3 meter över havet. Lattekjaure ligger i Torne och Kalix älvsystem Natura 2000-område.

## Delavrinningsområde
Lattekjaure ingår i det delavrinningsområde (755662-164602) som SMHI kallar för Mynnar i Rautasälvens vattendragsyta. Medelhöjden är 893 meter över havet och ytan är 78,96 kvadratkilometer. Det finns ett avrinningsområde uppströms, och räknas det in blir den ackumulerade arean 122,74 kvadratkilometer. Kuolpanjåkka som avvattnar avrinningsområdet har biflödesordning 3, vilket innebär att vattnet flödar genom totalt 3 vattendrag innan det når havet efter 452 kilometer. Avrinningsområdet består mestadels av kalfjäll (94 procent). Avrinningsområdet har 0,87 kvadratkilometer vattenytor vilket ger det en sjöprocent på 1,1 procent.